# Presentacion
Presentacion, anciennement appelée Parubcan, est une municipalité de la province de Camarines Sur, aux Philippines.